# 索博利諾耶湖

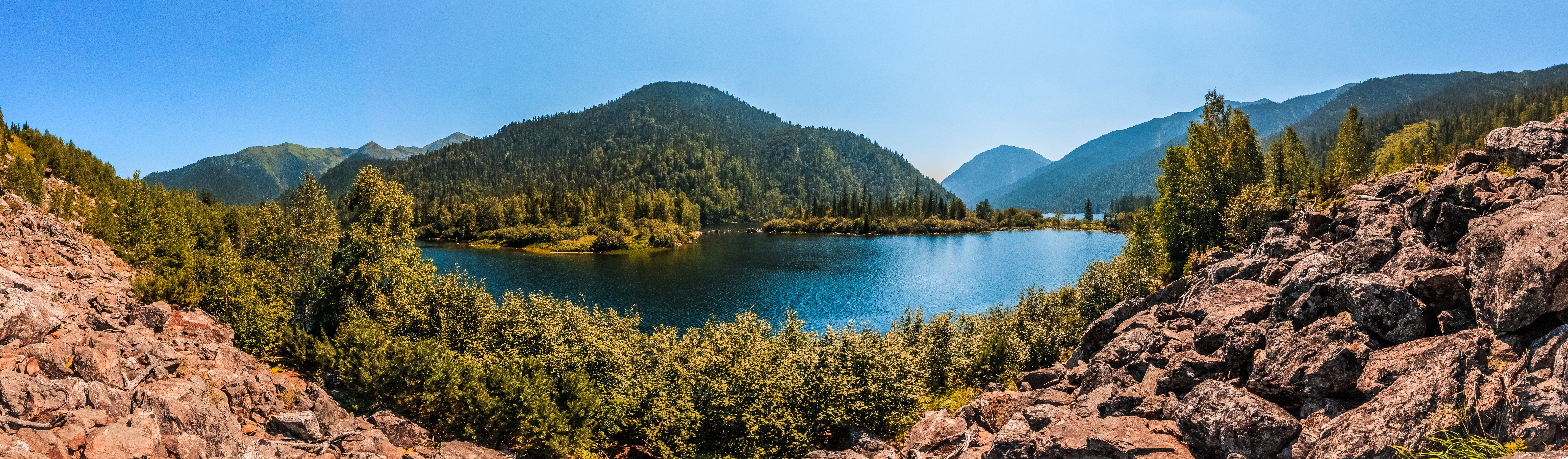

51°17′54″N 104°41′25″E / 51.29833°N 104.69028°E
索博利諾耶湖（俄语：Соболиное озеро），是俄羅斯的湖泊，位於該國南部，由布里亞特共和國負責管轄，長2.5公里、寬0.6公里，面積1.1平方公里，海拔高度640米，平均水深50米。